# Big Green de Dartmouth
Le Big Green de Dartmouth (en anglais : Dartmouth Big Green) est un club omnisports universitaire du Dartmouth College à Hanover (New Hampshire). Les équipes du Big Green de Dartmouth participent aux compétitions universitaires organisées par la National Collegiate Athletic Association. Dartmouth fait partie de la division Ivy League.